# Andry sy Rihana Enti-Manavotra an'i Madagasikara
Die Andry sy Rihana Enti-Manavotra an'i Madagasikara (deutsch Vereinigung für die Wiedergeburt Madagaskars, französisch Association pour la renaissance de Madagascar, Kürzel AREMA) ist eine politische Partei in Madagaskar.
Der nationale Generalsekretär der Partei ist Pierrot Rajaonarivelo, der Interimsnationalsekretär ist Pierre Houlder Ramaholimasy.

## Geschichte
Die Partei wurde am 19. März 1976 als pro-sowjetische Partei von Präsident Didier Ratsiraka gegründet. Sie hielt die Mehrheit der Sitze im Parlament bis zum Fall seines Militärregimes 1991. Bei den Senatswahlen am 18. März 2001 gewann die AREMA wieder 49 der 60 Sitze. Bei den madagassischen Parlamentswahlen am 15. Dezember 2002 gewann die Partei nur noch 4,9 % der Volksstimmen und somit auch nur 3 der 160 Abgeordnetensitze in der Nationalversammlung von Madagaskar, alle drei in der Provinz Toamasina. Der amtierende Nationale Generalsekretär der Partei, Pierrot Rajaonarivelo, wurde beim Parteikongress vom 29. November 1977 gewählt. Er ging allerdings 2002 ins Exil nach Frankreich und wurde in Abwesenheit gerichtlich verurteilt; seither wird er von Ramaholimasy vertreten.
Derzeit ist die Partei in zwei Fraktionen gespalten: die Gefolgsleute Rajaonarivelos einerseits und die Anhänger von Parteigründer Ratsiraka andererseits. Rajaonarivelo wollte im Dezember 2006 zu den Präsidentschaftswahlen antreten, durfte aber nicht nach Madagaskar einreisen. Die Ratsiraka-Fraktion hingegen erwog den Boykott der Parlamentswahlen im September 2007, im Gegensatz zur teilnehmenden Rajoanarivelo-Faktion. Die Ratsiraka-Faktion wollte die Teilnahme der Rajaonativelo-Faktion verhindern, allerdings erlaubte das Hohe Verfassungsgericht die Teilnahme AREMA. Die Partei gewann bei der Wahl aber keinen Sitz.